# 日本长期信用银行

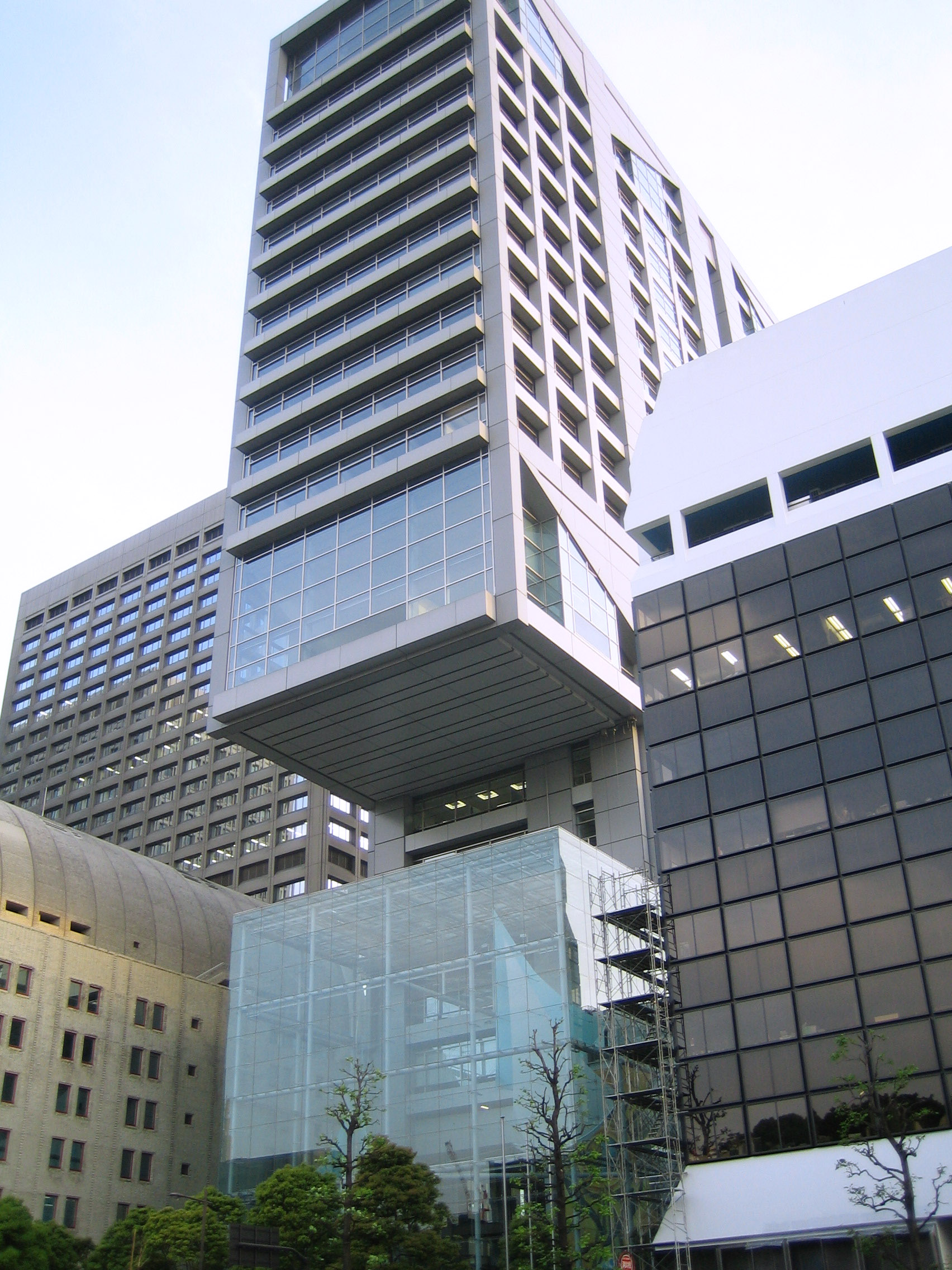
原日本长期信用银行的本店，今天的新生银行

日本长期信用银行（日本長期信用銀行，にっぽんちょうきしんようぎんこう）是日本的一家前长期信用银行，简称“长银”（ちょうぎん），英文縮寫“LTCB”。
在吉田茂内阁的管理下，日本出现金融机构贷款的长短之分，一般银行负责短期贷款，长期贷款则全权交给了所有长期信用银行和信托银行。
日本长期信用银行曾是日本国内最大的长期信用银行之一，在战后日本经济高速发展的时期给了众多企业提供金融资金。但是在90年代初日本泡沫经济崩溃后陷入了严重的不良债务的漩涡，最终在1998年申请了破产保护并被国有化随即被合并，2002年出售給美資的里普爾伍德集團，成为第一家被外资控制的日本银行，最终演变成了今天的“新生银行”。

## 历史

### 成立
1952年6月，为了提供给企业购买设备和投资的资金，日本产生了长期信用银行法。长期信用银行可以通过发行债券的方法来融资，然后通过贷款的渠道给专门需要的部门提供相对低成本的资金。在同年12月，拥有将近当时7亿5,000万日元的“株式会社日本长期信用银行”正式成立。第一任行长是来自大藏省的原邦道（前日本制铁副社长·野村证券会长等），本店被设在了东京都千代田区九段。1953年1月，长银在大阪开了支店，同年2月，在札幌也开了分店。在当时日本经济的四大重点产业，钢铁，电力，煤矿和海运的高速发展下，长银提供给了他们重要的设备投资的贷款资金。

### 日本经济的高速成长
从1955年开始，日本经济迎来了长达几十年的经济高速成长期。而在最初支持这一成长的是日本各大钢铁，石油，化学，合成纤维，自动车，家电和工作器材等重要制造业。1956年3月，长银一共给它们提供了将近1,039亿日元的贷款。1962年3月，这个数字增长到了4,059亿日元，每年以几乎25.7%的增长率增长。
1956年9月，本店被移到了千代田区丸之内。1958年12月在名古屋，1959年12月在福冈，1962年3月在仙台，1962年9月在金泽，1964年3月在高松，1966年5月在广岛相继开放了自己的支店。从1989年开始，长银开始多样化，开始向新兴产业比如不动产和服务业等提供直接贷款。甚至开始了提供给各种企业“项目投资”的资金。

### 国际化和证券化
为了扩展海外业务，1964年10月，长银在纽约开了办事处，1971年3月，在伦敦，1972年9月在悉尼，1973年10月在阿姆斯特丹也开了事务所。1973年7月，首家海外支店在伦敦开放。随后，纽约，旧金山，新加坡，芝加哥，和开曼群岛也开了支店，确定了自己在美国·欧洲·亚洲的金融网。
1979年9月，开始发行国际债券。随后，瑞士长银·德国长银·亚洲长银（香港）·新加坡长银相继设立。1983年4月，长银经营研究所成立。1988年6月，开始买卖美国政府和住房债券。同时期，长银开始了多元化，开始发放如以日元为基础的外债（武士债）。1989年，以拥有的资产而言，长银已经成为世界第九大公司。1993年，长银总部搬到了东京日比谷公园旁的新楼，同年7月，长银证券株式会社正式成立。

### 泡沫的崩溃
从1988年开始，长银开始了对急速泡沫化的不动产业务融资。在泡沫经济的末期，服务业、建筑业和不动产成为长银的重要项目。1990年后期，随着泡沫的崩溃和日益增值的日元，不良债务的问题渐渐的浮出水面。1991年12月，部分知情人比如铃木克治专务所提供的报告中称长银因为“泡沫而产生的不良债权可能已经超过了2兆4千亿日元”。但是直到1994年2月，长银才开始揭露自己的不良债权问题。当时大藏省坚信经济的不景气总会恢复，地价也会随之上升，所以采用了一如既往“护送船队方式”来暂缓处理银行的坏帐，同时也希望能给陷入困境的企业更多时间来还债。

### 国有化历程
在长银经营日益恶化的过程中，1998年3月，日本金融危机管理审查委员会决定用政府公款注资1,766亿日元。但是，随即发现不良债权的处理需要将近8,000亿日元的政府注资。同年，和瑞士银行（UBS）合资的子公司长银沃巴格证券抛售了将近150万股长银的股票。同时，在1998年6月5日，日本《现代》月刊发表了一份预测长银即将破产的文章，引起了市场恐慌，长银的股价开始了急速下跌。在与瑞士银行的合作中，长银没有得到需要的资金投入，但是把很多重要的客户资料和人才泄漏给了瑞士银行和海外媒体和金融机构。在海外机构投资人，证券公司的联合抛售打击下，长银几乎失去了市场信用，發行的债券已无人购买。而很多重要大客户则纷纷前往长银结束合同。1998年6月26日，长银和日本住友信托银行达成了初步合并的协议，但是在新闻发布会的当天，住友信托和长银的股价开始大幅度下跌，合并的构想最终没有实现。1998年10月23日，由当时的行长铃木恒男正式宣布了日本长期信用银行的破产。

### 被外资收购
2000年3月，美国的私人资本运营机构“里普尔伍德控股公司”收购了长银，这也是日本银行第一次出售给了外国公司，成为了“新LTCB合伙人”，同年6月，正式改名为今天的“新生银行”。

## 备注
1. ↑  《警惕美国的第二次阴谋》日本篇之——美国金融战略的成功阻击：日本经济的漫长衰退－日本长期信用银行破产 （页面存档备份，存于）。
2. ↑  美国里普尔伍德收购日本长期信用银行[永久]

## 关联项目
- 铃木恒男
- 长期信用银行
- 长期信用银行法